# 932 Hooveria
Hooveria (asteroide 932) é um asteroide da cintura principal, a 2,2009069 UA. Possui uma excentricidade de 0,0904116 e um período orbital de 1 374,75 dias (3,76 anos).
Hooveria tem uma velocidade orbital média de 19,14760107 km/s e uma inclinação de 8,13027º.
Esse asteroide foi descoberto em 23 de Março de 1920 por Johann Palisa.